# آماندا والر
آماندا بلیک والر (به انگلیسی: Amanda Blake Waller) یک شخصیت تخیلی در کتاب‌های کمیک آمریکایی که توسط دی‌سی کامیکس منتشر شده می‌باشد. اولین بار در افسانه‌ها جلد ۱ در سال ۱۹۸۶ توسط جان اوستراندر، لن وین و جان بیرن پدیدار شد. آماندا والر به‌طور متناوب در نقش هماورد یا متحد برای ابرقهرمان‌های دنیای دی‌سی ظاهر می‌شود؛ و هر چند وقت یک بار به عنوان یک ابرشرور در نظر گرفته می‌شود. اگرچه آماندا والر فاقد هرگونه قدرت ابرانسانی است، اغلب به عنوان یک مقام دولتی بی‌رحم و عالی‌رتبه به تصویر کشیده می‌شود که برای دستیابی به اهدافش به نام امنیت ملی معمولاً از فریب، ارتباطات سیاسی، و رعب و وحشت استفاده می‌کند. والر غالباً با سازمان‌های دولتی خیالی شامل چک‌مِیت و آرگوس مرتبط است.
از شخصیت آماندا والر اقتباس‌های قابل ملاحظه‌ای در رسانه‌های مختلف شده‌است که شامل: پم گریر در مجموعه تلویزیونی آمریکایی اسمالویل؛ آنجلا باست در فیلم گرین لنترن (۲۰۱۱)؛ شریل لی رالف در مجموعه تلویزیونی یانگ جاستیس؛ سینتیا رابینسون در مجموعه تلویزیونی کماندار؛ ایوت نیکول براون در مجموعه پویانمایی دخترهای ابرقهرمان دی‌سی؛ و وایولا دیویس نقش این شخصیت را در دنیای توسعه‌یافته دی‌سی شامل فیلم‌های جوخه انتحار (۲۰۱۶)، دنبالهٔ آن، و بلک ادم (۲۰۲۲) ایفا کرده‌است.